# مدرسه کسب‌وکار پل معراج
مدرسه کسب‌و‌کار پلْ معراج (به انگلیسی: Paul Merage School of Business) مدرسه کسب‌وکار واقع در دانشگاه کالیفرنیا، ارواین است و یکی از ۱۴ واحد دانشگاهی این دانشگاه می‌باشد. رشته‌های ارائه شده در این دانشکده اعم از مدیریت ارشد کسب‌وکار (MBA) و دکتری، دوره‌های کارشناسی ارشد حسابداری حرفه‌ای (MPAc)، کارشناسی ارشد علوم در مدیریت بیوتکنولوژی (MSBTM)، کارشناسی ارشد علوم در مدیریت مهندسی (MSEM)، و کارشناسی در مدیریت بازرگانی می‌باشد.
این مدرسه در سال ۱۹۶۵ به عنوان «Graduate School of Administration» تنها مدرک تحصیلات تکمیلی را در کارشناسی ارشد علوم در مدیریت، کارشناسی ارشد مدیریت عمومی و کارشناسی ارشد تجارت و مدیریت عمومی ارائه می‌داد. در سال ۱۹۸۱، نام خود را به «Graduate School of Management » تغییر داد و مدرک کارشناسی ارشد مدیریت بازرگانی خود را ارائه داد. در سال ۱۹۸۷، این مدرسه اعتبارنامه AACSB خود را کسب کرد و هر ساله آن را تمدید کرد. در سال ۱۹۹۷، این مدرسه برای اولین بار در بین ۵۰ مدرسه برتر کسب‌وکار قرار گرفت. در سال ۲۰۰۵، پس از کمک مالی پل معراج کارآفرین ایرانی، این مدرسه نام خود را به مدرسه کسب‌وکار پل معراج تغییر داد. مبلغ کمک مالی پل معراج، ۳۰ میلیون دلار اعلام شد. در همان سال، شبکه فارغ‌التحصیلان به ۵۰۰۰ نفر رسید.

## فارغ التحصیلان مشهور
- جیلیان کراوس (متولد ۱۹۸۶)، بازیکن واترپلو

## رتبه‌بندی‌ها
رتبه‌بندی U.S. News & World Report
- ۲۰۱۵: رشتهٔ MBA تمام وقت در رتبه ۴۵ در سطح کشور قرار دارد. رشتهٔ MBA پاره وقت در رتبه ۴۶ در سطح کشور[۱۱]
- ۲۰۱۴: رشتهٔ MBA تمام وقت در رتبه ۴۹ در سطح کشور، رشتهٔ MBA پاره وقت در رتبه ۳۱ در سطح کشور قرار گرفت

رتبه‌بندی فایننشال تایمز
- ۲۰۱۵: رشتهٔ MBA تمام وقت، رتبه ۲۱ در بین موسسات ایالات متحده (# ۷ در بین موسسات عمومی در ایالات متحده) و # ۴۳ بین‌المللی است[۱۲]
- ۲۰۱۴: رشتهٔ MBA تمام وقت، رتبه ۲۵ در بین موسسات ایالات متحده (# ۹ در بین موسسات عمومی در ایالات متحده) و # ۴۸ بین‌المللی[۱۳]
- ۲۰۱۴: از نظر درصد هیئت علمی زن رتبه اول در جهان
- ۲۰۱۴: از نظر درصد دانشجویان دختر در ایالات متحده ۴مین و ۱۶ در جهان

رتبه‌بندی BusinessWeek
- ۲۰۱۴: رشتهٔ MBA تمام وقت، رتبه ۳۱ ام در سطح ملی[۱۴]
- ۲۰۱۴: رشتهٔ MBA مخصوص شاغلان تمام وقت، رتبه ۴۳ کشور[۱۵]
- ۲۰۱۴: رشتهٔ MBA اجرایی، رتبه ۳۶ در سطح ملی[۱۶]

مجله Forbes
- ۲۰۱۳: رشتهٔ MBA تمام وقت رتبه ۶۱ در سطح ملی[۱۷]
- ۲۰۱۴: رشتهٔ MBA تمام وقت در رتبه ۴۲ در سطح کشور